# 몬티에리
몬티에리(이탈리아어: Montieri)는 이탈리아 토스카나주 그로세토도에 있는 코무네다. 피렌체에서 남쪽 70km, 그로세토에서 북쪽 40km 거리에 있다.